# 출가
출가(出家)는 산스크리트어 프라브라자나(pravrajana)의 번역어로, 번뇌에 얽매인 세속에서의 인연을 버리고 재가생활(在家生活)을 떠나 오로지 불교 수행에 힘쓰는 것이다. 출가하여 수행하는 승려를 출가자(出家者)라고 한다. 출가한 남자 승려를 출가(出家)라 하고 여자 승려를 출가니(出家尼)라 부르기도 한다.
칠중(七衆) 중 우바새 · 우바이의 2중(二衆)은 재가신자이기 때문에 그 이외의 사미 · 사미니 · 식차마나 · 비구 · 비구니의 5중(五衆)이 모두 출가자에 포함된다.

## 기원
출가는 인도에서 불교 이전의 인도 종교들에서 이미 행하여진 것으로, 깨달음을 얻기 위해 고요한 산림한처(山林閑處)에서 수행하는 풍조가 고타마 붓다 당시의 힌두교 등에 이미 있었다. 힌두교에서는 남성 출가자를 산야신(Sannyasin)이라하고 여성 출가자를 산야시니(Sannyasini)라고 한다.
고타마 붓다는 29세때에 출가하여 참된 도를 찾아 수행으로 들어갔는데, 그 후 불교에서도 고타마 붓다를 본떠 출가하여 불교를 수행하는 일이 일반적으로 행해졌으며, 불교 교단은 이와 같은 출가자들에 의해 조직되었다.

## 자격
불교 교단이 확대됨에 따라 아무나 다 출가할 수 있는 것이 아니라, 연령상의 제한이나 출가자로서 지켜야 할 여러 계율이 정하여졌다.
부파불교에서는 출가자를 사미(沙彌) · 사미니(沙彌尼) · 식차마나(式叉摩那) · 비구(比丘) · 비구니(比丘尼)의 5중(五衆)으로 했는데, 대승불교에서는 출가자를 출가(出家) · 출가니(出家尼)의 2중(二衆)으로 총칭한다.
출가자의 경우, 사미(沙彌) · 사미니(沙彌尼)의 경우는 십계(十戒), 식차마나(式叉摩那)의 경우는 육법(六法), 비구(比丘) · 비구니(比丘尼)의 경우는 구족계(具足戒)를 받게 된다. 이같은 출가수계(出家受戒) 때의 범절은 율장(律藏)의 《수계건도》에 기록되어 있다.

## 출가불교
출가불교(出家佛敎)라고 할 경우에는, 예를 들어 부파불교처럼 출가 수행자만이 전문적으로 불교의 학문적 연구나 실천수행에 힘쓰고, 일반 재가신자(在家信者)는 이에 구애되지 않는 것을 뜻한다. 즉, 출가불교는 전문가의 불교를 뜻한다. 이에 대해 재가신자들이 믿고 실천하여 온 불교를 재가불교(在家佛敎)라고 한다.

## 참고 문헌
- 이 문서에는 다음커뮤니케이션(현 카카오)에서 GFDL 또는 CC-SA 라이선스로 배포한 글로벌 세계대백과사전의 내용을 기초로 작성된 글이 포함되어 있습니다.